# Yoo Ok-ryul
Yoo Ok-ryul (koreanisch 유옥렬; * 1. März 1973) ist ein ehemaliger südkoreanischer Turner.

## Erfolge
Yoo Ok-ryul gewann seine erste internationale Medaille bei den Asienspielen 1990 in Peking. Mit der Mannschaft, zu der unter anderem auch Lee Joo-hyung gehörte, belegte er dort den dritten Platz hinter den Mannschaften Chinas und Japans und erhielt damit die Bronzemedaille. Ein Jahr darauf gewann er bei den Weltmeisterschaften in Indianapolis am Sprung die Goldmedaille. Mit 9,700 Punkten setzte sich Yoo mit dem kleinstmöglichen Punktevorsprung von 0,001 Punkten vor dem zweitplatzierten sowjetischen Starter Wital Schtscherba durch, der mit 9,699 Punkten Silber erhielt. Bronze ging an Yutaka Aihara aus Japan mit 9,631 Punkten. Bei den Weltmeisterschaften 1992 in Paris gelang Yoo am Sprung erfolgreich die Titelverteidigung. 9,675 Punkte genügten ihm, um erneut Weltmeister zu werden. Damit platzierte er sich vor dem für die Gemeinschaft Unabhängiger Staaten startenden Ukrainer Ihor Korobtschinskyj, der auf 9,675 Punkte kam, sowie die beiden mit 9,581 Punkten punktgleichen drittplatzierten Curtis Hibbert aus Kanada und Víctor Colón aus Puerto Rico.
Damit ging Yoo in dieser Disziplin drei Monate darauf bei seinem Olympiadebüt in Barcelona als Favorit an den Start. Als mit 19,500 Punkten Drittbester der Qualifikation erreichte er das Finale der besten acht, kam dort aber erneut nicht über das drittbeste Resultat hinaus. Mit 9,762 Punkten erhielt er die Bronzemedaille hinter dem Olympiasieger Wital Schtscherba, der 9,856 Punkte erzielte, sowie dem für das Vereinte Team startenden Ukrainer Hryhorij Missjutin, der sich mit 9,781 Punkten die Silbermedaille sicherte. Einen weiteren Medaillengewinn verpasste Yoo knapp in der Übung am Boden. mit 19,450 Punkten gelang ihm zunächst die Finalqualifikation, während er im Finale 9,775 Punkte erzielte. Während der Chinese Li Xiaoshuang mit 9,925 Punkten die Goldmedaille gewann, teilten sich Hryhorij Missjutin und der Japaner Yukio Iketani mit 9,787 Punkten den zweiten Platz, womit Yoo den vierten Platz belegte. Das mit 36 Turnern im Finale deutlich größere Starterfeld im Einzelmehrkampf schloss Yoo mit 56,900 Punkten auf dem geteilten Rang 23 ab. Den Mannschaftswettbewerb beendete die südkoreanische Turnriege auf dem achten Platz. In den übrigen Einzelwettbewerben schied Yoo jeweils in der Qualifikation aus. An den Ringen belegte er den 13. Platz, am Reck den 35. Platz, am Barren den 52. Platz und am Pauschenpferd den 63. Platz.
In Birmingham gewann Yoo 1993 am Sprung seine dritten Medaille bei Weltmeisterschaften. Hinter Wital Schtscherba mit 9,612 Punkten und dem Taiwaner Chang Feng-chih mit 9,487 Punkten erreichte Yoo mit 9,418 Punkten den dritten Platz und gewann damit die Bronzemedaille. Seine letzten internationalen Medaillen sicherte sich Yoo bei den Asienspielen 1994 in Hiroshima. Im Mannschaftsmehrkampf belegte er hinter China den zweiten Platz und schaffte diesen Erfolg auch an den Ringen. An diesen musste er sich lediglich dem Chinese Fan Hongbin geschlagen geben und teilte sich Rang zwei mit dessen Landsmann Li Xiaoshuang.